# Sauhund

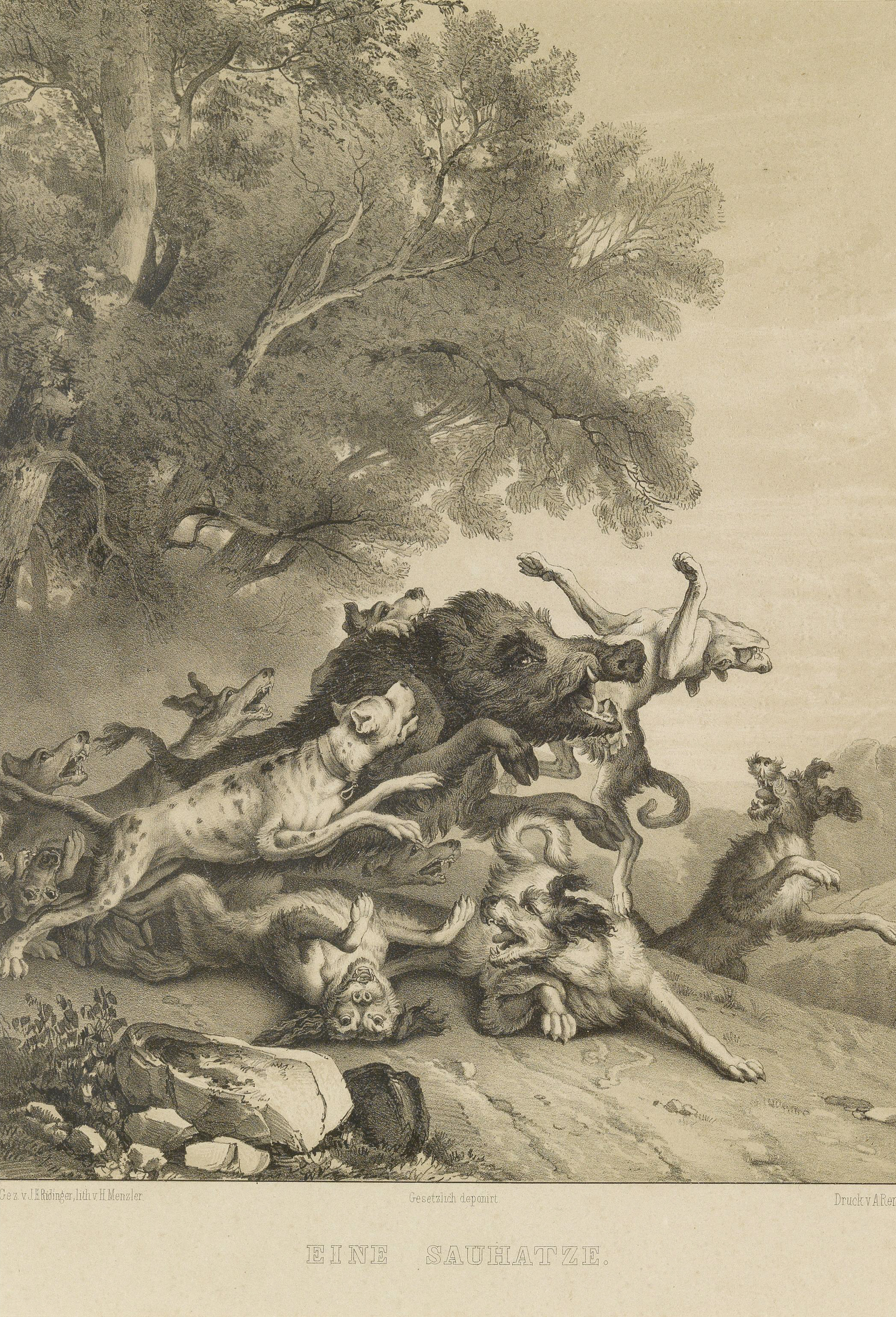
„Eine Sauhatz“. Vorne rechts drei Saurüden, die dem Wildschwein allein nicht gewachsen sind, mittig Saupacker (Doggen), die versuchen, das Tier niederzuziehen. Zeichnung von Ridinger, um 1750.

Sauhunde bezeichnet eine historische Gruppe von Jagdhunden, die bis ins 19. Jahrhundert hinein zur Jagd auf Wildschweine verwendet wurden.

## Verwendung
Bei der Wildschweinjagd waren nur Frischlinge und Überläufer eine einfache Beute. Die Jagd auf ausgewachsene Tiere, vor allem starke Keiler, stellte für die Jäger eine lebensgefährliche Mutprobe dar. Sie brauchten eine größere Zahl ausgebildeter Hunde, um ein ausgewachsenes Tier halten zu können. Ein Wert von „zwei Pfund Hund auf ein Pfund Sau“ galt als Standard (Rudolf Frieß).
Wie zahllose Gemälde und kunsthandwerkliche Arbeiten zeigen, war die Wildschweinhatz mit Pferd und Jagdhunden eine übliche Jagdart. Beispielsweise wurden vom württembergischen Fürstenhof zu Anfang des 17. Jahrhunderts 900 große Jagdhunde gehalten, mit denen man auf Wildschweinjagd ging. Aufgabe der Hunde war es, das Wildschwein so zu hetzen und an einem Ort festzuhalten, dass der Jäger es aus naher Entfernung töten konnte. Dabei wurden meist kleine feinnasige Jagdhunde als „Saufinder“ verwendet, jagdtriebige Hunde, „Saurüden“ genannt, von meist mittlerer Größe, sowie große schwere Jagdhunde, die „Saupacker“. Bei den Findern handelte es sich um kleine, wendige Hunde, die das Schwarzwild aufspürten und verbellten. Danach trieben die größeren Hunde, die Rüden, sie heraus. Primär die kräftigen Packer zogen die Sau dann nieder, bis der oder die Jäger sie mit der Saufeder erlegten. Speziell für das Niederziehen bei der Schwarzwildjagd in Deutschland wurden im 16. Jahrhundert aus England importierte Doggen, die „Englischen Hunde“, eingesetzt. Bei diesen Sauhatzen wurden oft Menschen, Pferde und Hunde durch angreifende Wildschweine schwer und mitunter tödlich verletzt. Die wertvolleren Hunde wurden gegen die Hauer der Wildschweine mit breiten Halsbändern und Panzerhemden geschützt.

## Typen von Sauhunden
Bereits in der Frühgeschichte existierten auf dem Gebiet des heutigen Deutschlands eine größere Zahl unterschiedliche Hundetypen, wie durch archäologische Befunde ermittelt wurde. Überwiegend handelte es sich um mittelgroße Hunde zwischen 50 und 70 cm Schulterhöhe sowie um deutlich kleinere Hunde aber auch um molosserartige Typen. Für provinzrömische Gebiete wird gar eine Formenvielfalt angenommen, die der der heutigen Hunde „kaum nachsteht“.
Im Folgenden werden überblicksweise die Sauhunde aufgeführt, die in schriftlichen Quellen vom 17. bis zur ersten Hälfte des 19. Jahrhunderts beschrieben werden.
Die Einteilung in den Quellen ist hinsichtlich einiger Aspekte uneinheitlich und nicht immer widerspruchsfrei. Abgesehen davon, dass im Laufe der Zeit eine Entwicklung dieser Hundetypen durch Zuchtwahl stattgefunden haben dürfte, ist anzunehmen, dass diese Hundetypen in der Realität oft in einander übergingen; teils, weil regional unterschiedlich ausgeprägte Schläge existierten, und teils, weil man bewusst unterschiedliche Typen verpaarte, um ihre Vorteile in einem Hund zu vereinen.
In den historischen Quellen grenzte man dem Grunde nach verschiedene, meist überkommene Typen voneinander ab. Durchgehend tauchen als unterschiedliche Typen Doggen, Bullenbeißer, Saurüden und (Sau-)Findhunde auf. Der Wirkungsweise der Zuchtwahl war man sich noch nicht vollends bewusst. So wird etwa von manchen Autoren die Eignung der zu ziehenden Hunde von Faktoren der Elterntiere abhängig gemacht, deren Relevanz aus heutiger Sicht weniger einleuchtend klingt (jüngere Hündinnen würden wildere Hetzhunde hervorbringen; für die Güte des Verpaarungsresultates zweier Typen sei erheblich, von welchem bestimmten Typ jeweils Hund bzw. Hündin sind etc.). Allerdings wäre denkbar, dass neuere Erkenntnisse etwa der Epigenetik auch einige dieser Vorstellungen bestätigen können. Unter den frühen Zoologen des 18. und auch frühen 19. Jahrhunderts war zudem umstritten, ob es sich bei dem Haushund um eine Art handelte (Haller) oder ob er in mehrere Arten oder Unterarten zu gliedern wäre (Fitzinger). Im Sinne der letzteren Denkweise wurde die Verpaarung der verschiedenen (Haupt-)Typen oft als Kreuzung von „Arten“ bzw. „Unterarten“ aufgefasst. Obgleich die vorgenannten Typen offenbar sehr häufig gekreuzt wurden, zieht sich diese Vorstellung mal mehr, mal weniger ausgeprägt durch die meisten Quellen. Die Ergebnisse einer bewussten Verpaarung von unterschiedlichen Hundetypen wurden überwiegend als Blendlinge bezeichnet.
- Leichte Hetzhunde
  - Windhunde[5]

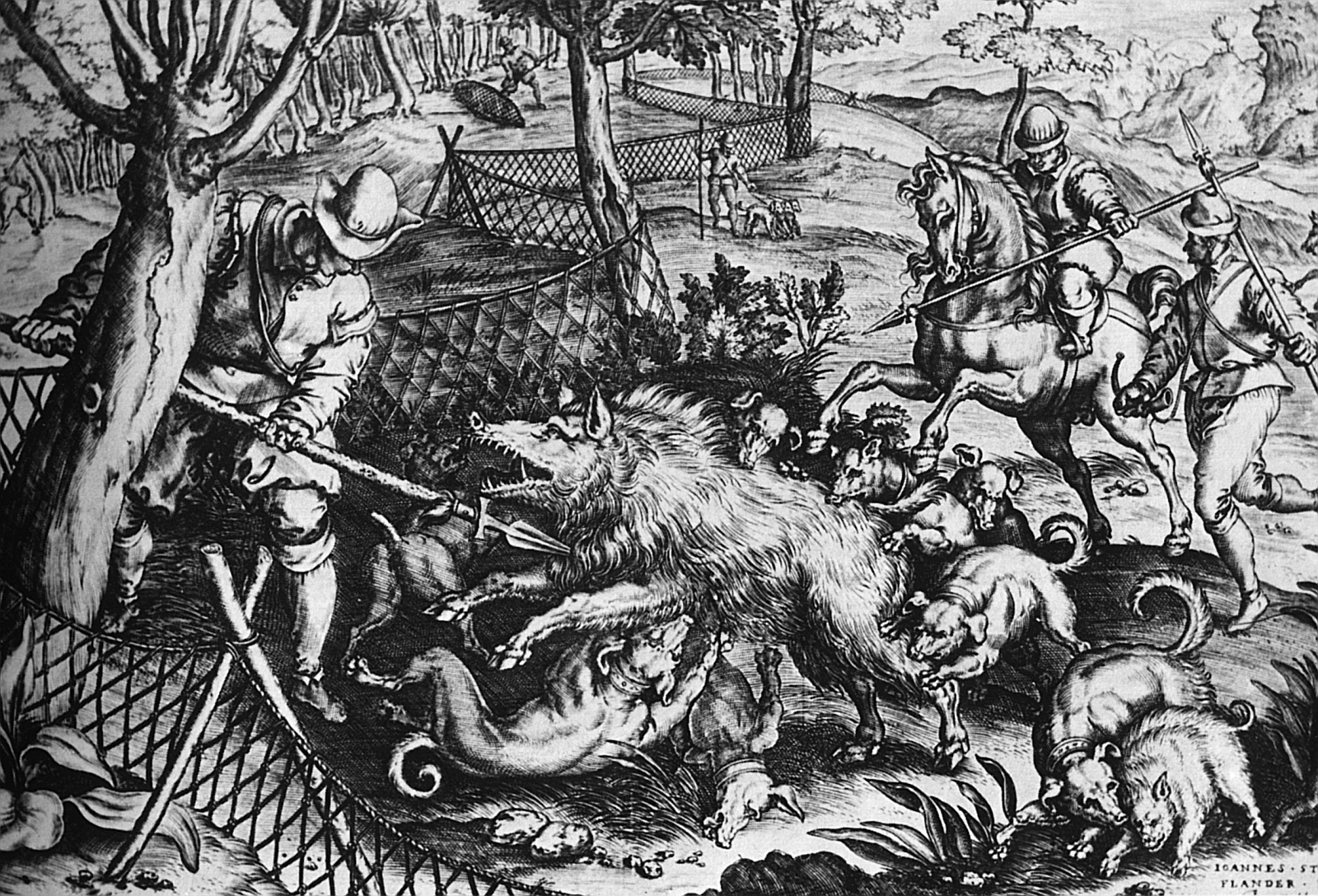
Jäger erlegt mit einer Saufeder ein von einer Hatz aus Sauhunden festgehaltenes Wildschwein, Stich aus dem 16. Jahrhundert

  - Courshunde, auch Kurische Hunde oder Pürschhunde A6
  - teils wird auch ein Irischer Hund erwähnt

Eigentliche Sauhunde:
- Schwere Hetzhunde (Saupacker)
  - Englische Dogge, Englischer Hund, Dogge A1
  - Bullenbeißer, auch Bärenhund oder Bärenbeißer A2
  - Pommerscher Saurüde, auch Pommer oder Wolfshund A3b
  - Englischer Blendling A4
  - Pommerscher Blendling A4

- Mittlere Hetzhunde (Mittelhunde, die Sau-Rüden)
  - Saurüden, Rüden (allgemein; andere Einstufung) A3a
  - Pommerscher Blendling (andere Einstufung) A4
  - Dänischer Blendling A4
  - Großer Bauernhund A3c

- Hunde zum Suchen des Wilds
  - Saufinder oder Saubeller A5

### Doggen

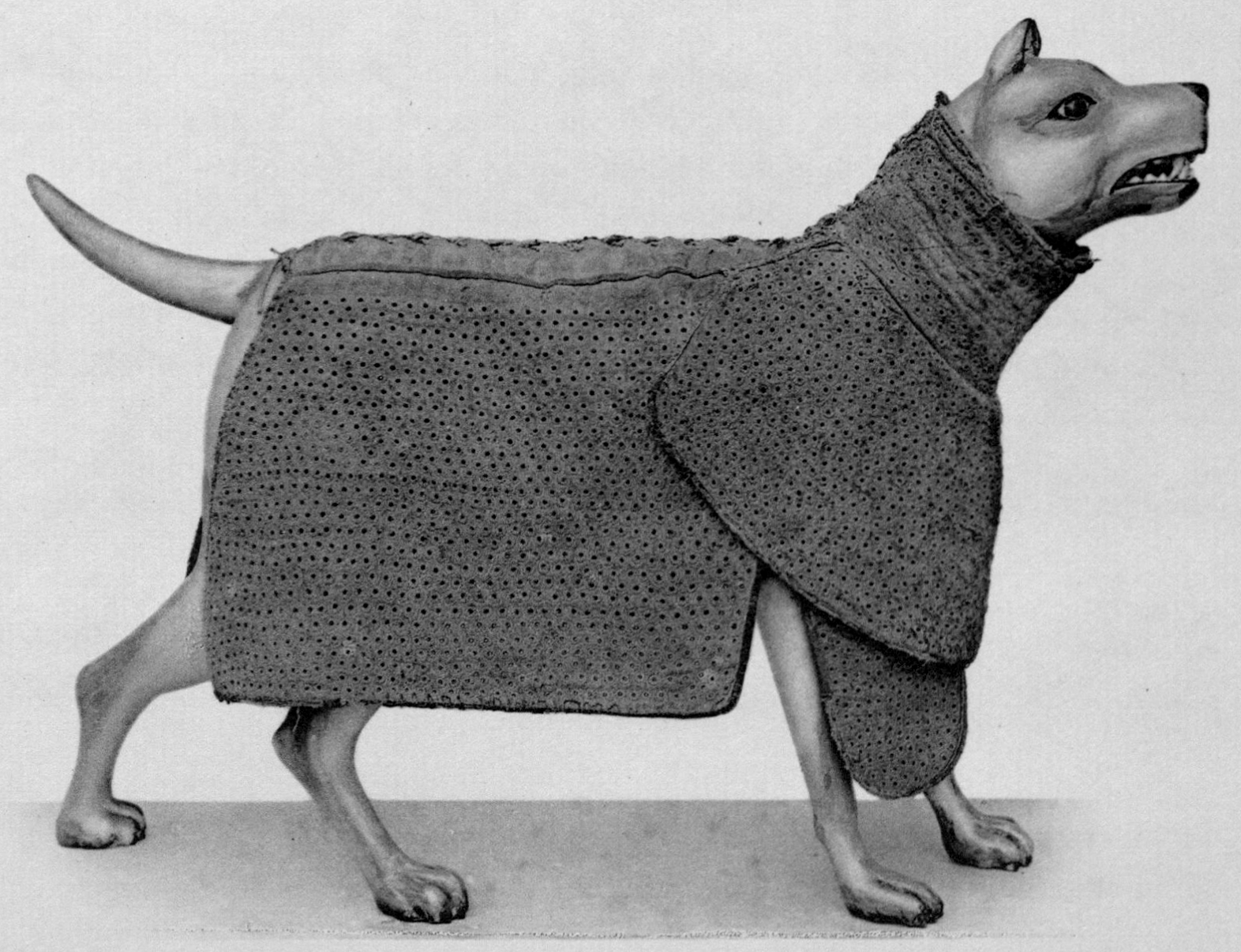
Jagdhundpanzer aus dem 17. Jhd., in der Rüstkammer der Wartburg.

Diese werden sowohl bei früheren Autoren, um 1700, als auch bei späteren Autoren, nach 1800, übereinstimmend als der größte Hundetyp dargestellt; Angaben zur Schulterhöhe: „einige über 3 Fuß“, also etwa 90 cm; 30 Inch, also etwa 76 cm, für kursächsische Doggen. Im 16. und 17. Jahrhundert wurden sie auch als Renommierhunde zu Repräsentationszwecken verwendet. Adlige ließen sich mit diesen „Leib- und Kammerhunden“ – oft auch nebst anderen Repräsentanzsymbolen, wie Harnischen, Zeptern, Kammermohren etc. – porträtieren. Durch Überlassung eines besonders schön geratenen Hundes ließen sich sogar hochadlige Landesherren, wie Johann Georg I. von Sachsen, in Karriere fördernder Weise, gewogen stimmen.

### Bullenbeißer
Johann Täntzer hält sie 1689 für „Zwitter“ aus englischen und gewöhnlichen, kleineren, Hunden Johann Friedrich von Flemming kennt 1719 sowohl den echten Typ des Bullenbeißers als auch Täntzers „Zwitter“, derer man sich „in Ermangelung vorerwehnter“ bedient, „wiewohl zwischen denenjenigen […] und den Bastarten ein grosser Unterschied ist.“ Aufgrund der durchgehenden Erwähnung in anderen Quellen ist der Bullenbeißer jedoch als eigener Typ – unterteilt in den kleineren »Brabanter« und den größeren »Danziger« – als gesichert anzusehen.
Der Beschreibung Flemmings nach, hatte er einen kurzen und dicken Kopf, die Schnauzenform war vorbiss-artig; von der Körperform her „dicke schwer und unbehende zu laufen“. Farblich wird er als mit schwarzem Maul sowie gelblicht oder braungestreift klassifiziert. In den beigefügten Zeichnungen trifft das nicht ganz zu, da der Danziger weiß-schwarz gefleckt abgebildet ist; der Brabanter hingegen wird, wie im Text, gestromt dargestellt. Abgesehen von der Größe, die um 1800 – im Vergleich zu anderen Typen – meist höher angegeben wird, weichen spätere Beschreibungen kaum ab.
Regelmäßig werden sie als gute Saupacker gelobt. „Dieser Hund zeichnet sich durch seine Kraft und Tapferkeit vor allen Hatzhunden aus, und packt alles worauf er gehetzt wird wie wüthend an.“ Gelegentlich finden sich aber auch gegenteilige Angaben, etwa dass sie zur Sauhatz wegen übermäßiger Wildheit oder Unerzogenheit nicht zu gebrauchen seien. Als ihr „Spezialgebiet“ galt die Bärenjagd.

### Saurüden

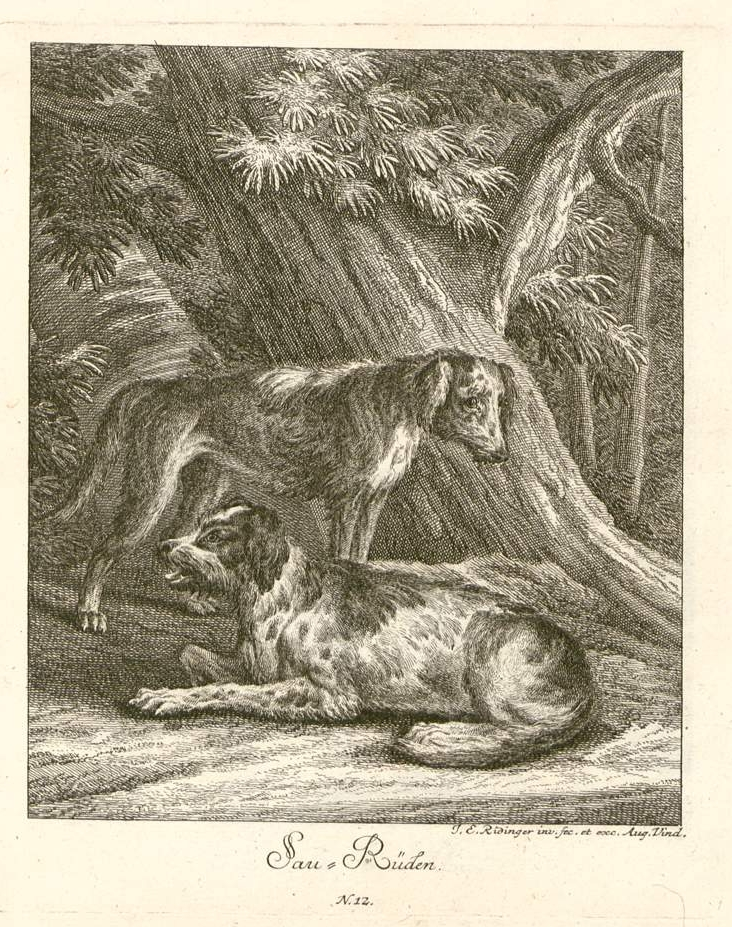
„Die Sau-Rüden sind zottichte und beißige Hunde“

Saurüden waren in den früheren Darstellungen vornehmlich Hunde, die bei der Landbevölkerung, namentlich bei Schäfern, aber auch bei Fleischern oder Abdeckern, zum Zwecke großer Sauhatzen eingesammelt wurden. So heißt es von Landgraf Phillipp von Hessen (1504–1567): „[…] so befehlen wir, daß ihr jedem unserer Unterthanen, so Schafe und einen Pferch hat, von unsertwegen mit ehenst gebietet und befehlet, daß er einen starken Rödden, den wir zur Schweinehatz gebrauchen mögen, halte […]“. Manchenorts, namentlich in Württemberg, wurde ein System eingeführt, mit dem bei der Landbevölkerung geeignete Hunde eingestellt wurden. Dieses Einstellen von Hunden scheint auch in Hessen ab Ende des 17. Jahrhunderts eingeführt worden zu sein und bestand vereinzelt noch Mitte des 19. Jahrhunderts.
Zu den landesherrschaftlichen Sauhatzen wurden im 16. und 17. Jahrhundert in den verschiedenen deutschen Territorialstaaten je zwischen 200 und 1000 derartiger Hunde aufgeboten. Es handelte sich überwiegend um Herdenschutzhunde, die sonst – etwa bis Anfang des 18. Jahrhunderts – zum Schutz des Viehs vor dem Raubwild verwendet wurden, auch Schafrüden genannt. Es ist anzunehmen, dass die Doppelnutzung dieses Typs als Schaf- und Saurüden eine sehr lange Tradition hatte, da sie noch um 1800 als die ursprünglich – also vor Einführung der Englischen – zur Saujagd verwendeten Hunde bezeichnet wurden. Bei diesen Sauhatzen wurden sie indessen häufig regelrecht als Kanonenfutter verheizt, indem sie in das Dickicht getrieben wurden, um die Sauen herauszutreiben. Eine besondere Ausbildung – etwa ihnen anzutrainieren, die Sauen nicht von vorn anzugehen – hielt man bei ihnen nicht für nötig, so dass viele Junghunde ihren ersten Einsatz nicht überlebten. Hierzu lautete das dazugehörige Sprichwort „Wer Schweinsköpfe haben will, muss Hundsköpfe drangeben.“ Gelegentlich band man ihnen Glöckchen um, um die Sauen bereits vor dem Aufeinandertreffen flüchtig zu machen und die Verluste so zu mindern, schreibt Flemming.
Überdies zählt er auch Nachkommen von Englischen Doggen, die sich mit Saurüden „belauffen“ haben, unter die Saurüden. Dies erinnert an das genannte Einstell-Verfahren und wird wohl im Ergebnis den später so genannten Pommerschen Blendlingen entsprochen haben.
Pommersche Saurüden besaßen ein besonderes Renommee bei der Saujagd; sie wurden ab Mitte des 18. Jahrhunderts den schweren Hetzhunden zugeordnet. Bereits Fleming hebt sie – unter den (gewöhnlichen) Saurüden – besonders hervor. Sie stammten aus Pommern und Kaschubien, wo sie Schafherden gegen Wölfe verteidigten und seien von  Johann Georg, dem III. von Sachsen (1647–1691) besonders geschätzt worden. In späteren Quellen wird der Ursprungsort auf Hinterpommern eingegrenzt. Denkbar wäre, dass es sich bei der Abstammung aus Hinterpommern, um eine Herkunftszuschreibung handelte. Diese könnte geläufig geworden sein, nachdem der Wolf in inneren Bereichen Deutschlands weitgehend ausgerottet worden war und dort an Stelle des herdenschutzhund-artigen Schafrüden neuere Hüte-Typen in Gestalt der Altdeutschen Schäferhunde (Hütehunde) getreten waren, so dass man die Herkunft der immer noch zur Jagd gebrauchten Saurüden ganz nach Pommern verlegte. Dafür spricht, dass man ihnen, obgleich seltener, auch eine Herkunft aus Westfrankreich nachsagte, wo es ebenfalls noch Wölfe gab. Demgegenüber lässt deren häufige Nennung aber wahrscheinlicher erscheinen, dass es sich bei den Pommerschen Saurüden um einen besonderen, von "allgemeinen Saurüden" zu unterscheidenden und schwereren, Schlag handelte.
Für die These, dass solche oder vergleichbare Hunde in größerer Zahl vom Balkan eingeführt und in die im deutschen Raum verbreiteten Sauhunde-Typen eingekreuzt worden wären, lässt sich den deutschsprachigen Quellen nichts entnehmen. Diese These beruht vermutlich maßgeblich auf der Schilderung Charles Hamilton Smiths, wie in den Türkenkriegen sehr große Hunde erbeutet wurden und auch hohen Adligen, wie dem König von Neapel, zum Geschenk gemacht wurden. Diese Beutehunde werden von Smith auf einen antiken Suliot Dog zurückgeführt. Vermutlich handelte es sich hierbei um Herdenschutzhunde vom Balkan oder aus Anatolien, wie die heutigen Griechischen, Karpatischen oder Anatolischen Hirtenhunde. Smith gab dieser Schilderung die Überschrift »The Boarhound of Germany« aber ging nur im letzten Absatz auf die Saurüden in Deutschland ein. Auch wenn es sich um ähnliche Typen mit einigen Gemeinsamkeiten gehandelt haben mag, war deren Gleichsetzung letztlich unzutreffend. Später sollte die vorgenannte Übersetzung des Saurüden in der englischsprachigen Literatur zu Verwirrung führen, da auch ein anderer Sauhund der Saupacker-Kategorie, nämlich die Dogge, ebenfalls mit „Boarhound“ übersetzt wurde – und, das waren sie ja beide auch. Dass Smith seine Leser nicht in die Irre führen wollte, lässt sich daran erkennen, dass er an dieser Stelle auf Ridingers Abbildung von Sau-Rüden verweist und auf die Dogge als »Mastiff of the Continent« an richtiger Stelle in seinem Kapitel über Molosser eingeht.

#### Beschreibung
Um 1700 werden die Saurüden meist als mittelgroße, „stark und zottlichte“ Hunde, „hoch von Beinen“ beschrieben; die Pommerschen nach Fleming etwas stärker.
Dagegen werden sie um 1800 überwiegend den schweren Hetzhunden zugeordnet; Hier werden sie oft Pommersche Saurüden oder Pommern oder auch Wolfshunde genannt. Hartig beschreibt den Saurüden so: „Sein Kopf ist lang und stark, die Stirn ist etwas flach, die Schnauze zugespitzt, der Behang schlecht, gewöhnlich nur halb überhängend; der Leib etwas aufgezogen, die Läufe stark und hoch, und die hängende Ruthe meist in einen halben Cirkel gebogen. Diese Hunde sind großen Theils pflockhaarig, haben entweder eine wolfsgraue, oder gelbliche, oder schwarze Farbe, oder sie sind weiß, mit gelben, braunen oder schwarzen Flecken, und haben oft eine beträchtliche Größe.“

#### Verwendung
Dem entsprechen die Verwendungsbeschreibungen: „Es verlasset sich, einen starcken Angriff anzuwagen, immer einer auf den andern und stehen einander bey, so lange, biß ihnen die grossen Hunde zu Hülfe kommen, und nieder ziehen helfen. da, umb ihre Tapfferkeit desto mehr aufzumuntern mit Rüde-Hörnern darzu geblasen und geschrien wird.“ schreibt Flemming 1719. Hartig nennt 1832 dagegen das Behetzen angeschossener Hirsche und starker Sauen als deren Aufgaben und schreibt außerdem, dass man sie im Freien gefundene Sauen fangen lasse, also eher als Packer denn als Mittelhunde einsetzte.

### Blendlinge
A4 
Sogenannte Blendlinge kannte man auch als Kreuzungen anderer verfestigter Hundetypen. Im Kontext der Saujagd werden, insbesondere um 1800, Folgende genannt.
Als Englischen Blendling soll man eine Kreuzung aus Englischer Dogge und Bullenbeißer bezeichnet haben. Hieraus resultierten sehr große Hunde, die sogar Pferde packten. Sie galten als unartig.
Bei einem Pommerschen Blendling handelte es sich um eine Kreuzung aus Englischer Dogge und (Pommerschem) Saurüden. Diese Hunde werden häufiger als die besten Sauhunde gelobt. Es liegt nahe, anzunehmen, dass die Vielzahl der für große Sauhatzen benötigten Hunde häufig durch Belegen einer Hündin vom Saurüden-Typ mit einer Dogge gezogen wurden. In der englischsprachigen Literatur wird dieser Hund auch als „Rough Boar-Hound“ bezeichnet.
Unter einem Dänischen Blendling verstand man um 1700 bestimmte Ergebnisse einer Kreuzung eines Windspiels (Windhund) mit einem sogenannten Dänischen Hund (Vorform des Dalmatiners) oder in Ermangelung eines solchen, eines gewöhnlichen Hundes – der aber „von glatten Haaren“ sein musste. Denn dann falle öfter eine „gute Art, ob schon was niedriger, doch staͤrcker von Halß, Kopff und Schenckeln.“ Diese seien besser als Windspiele für die Fuchsjagd geeignet, da der Fuchs ersteres oft lahm beiße, so Flemming, der an anderer Stelle schreibt, einen solchen „Dähnischen Blendling“ besessen zu haben. Sie wurden auch als Favoriten oder Leibhunde gehalten. Ferner richtete man sie als Wasserhunde zum Apportieren ab, weil sie „ziemlich ranck und zu lauffen bequem“ seien, und brachte ihnen Kunststücke bei.
Um 1800 verwendete man diese Bezeichnung dann für eine Kreuzung aus Englischer Dogge und Windhund. Dies dürfte der Ursprung der Bezeichnung „Dänische Dogge“ für die leichtere Varietät der Doggenschläge des 19. Jahrhunderts sein.

### Saufinder
Diese Hunde werden durchgehend genannt. Allerdings handelte es sich bei ihnen um keinen speziellen Typ. Die Bezeichnungen Saufinder und Saubeller sind sprechende Namen, die deren Funktion aufzeigen. Sie rekrutierten sich häufig aus der gleichen Gruppe wie die Saurüden.
Es waren also oft solche vom damaligen Schäferhund-Typ, meist mittelgroße und vor allem wendige Hunde, die von den Sauen nicht so schnell geschlagen werden konnten. Ihr Haarkleid war meist zotthaarig. Braune und schwarze wurden bevorzugt.
Ihrer Aufgabe gemäß mussten sie über eine gute Nase und über ein gutes Geläut verfügen: „Der Saufinder oder Saubeller […] hat die Bestimmung: die Sauen aufzusuchen und solange zu verbellen oder zu stellen, bis der heranschleichende Jäger einen Schuß, oder die Hatzhunde anbringen kann.“

### Courshunde
Sie sollen aus Kurland – wovon die Bezeichnung herrühren soll – stammen. Als weitere Herkunftsorte werden auch Ostpreußen und Litauen genannt. Teils wurden als Courshunde auch bewusst Hunde bezeichnet, mit denen die ersteren imitiert werden sollten, und durch Kreuzungen zwischen Windhund und Dogge hervorgebracht wurden. (Bemerkenswerterweise besteht eine Begriffs- und Bedeutungsähnlichkeit hinsichtlich des US-amerikanischen „Cur“-Hunds.) Nach 1800 werden sie seltener genannt; Hartig beispielsweise, führt sie nicht mehr gesondert an.
Die echten aus Kurland werden von Flemming 1719 als eine „Art Windhunde, […] von ungemeiner Grösse“, die sogar höher als Englische Hunde seien und über lange dürre Köpf – gleich einem Stück Wild – verfügten, beschrieben.
Verwendet wurden sie laut Flemming zum Nachsuchen und Hetzen angeschossenen Wildes; auch zum Hetzen (leichter) Bachen, Rehe und von Wölfen in lichtem Holtz. Vor hauenden Schweinen aber seien sie zu schonen, weil sie dafür zu schade seien. Ferner gehörten sie unter die Aufsicht des „Rüden-Knechtes im Englischen Stall“. Ridinger beschreibt sie als eine Art Mittelglied zwischen leichten und mittleren Hetzhunden: „Sie sind wegen ungemeiner Hitze und schnellen Laufs gar dienlich, doch müssen so wohl diese als die Sau-Rüden von den Docken und Bähr-Beissern unterstützet werden, weilen sie mehr zum Treiben und Einholen als zum Halten sind.“

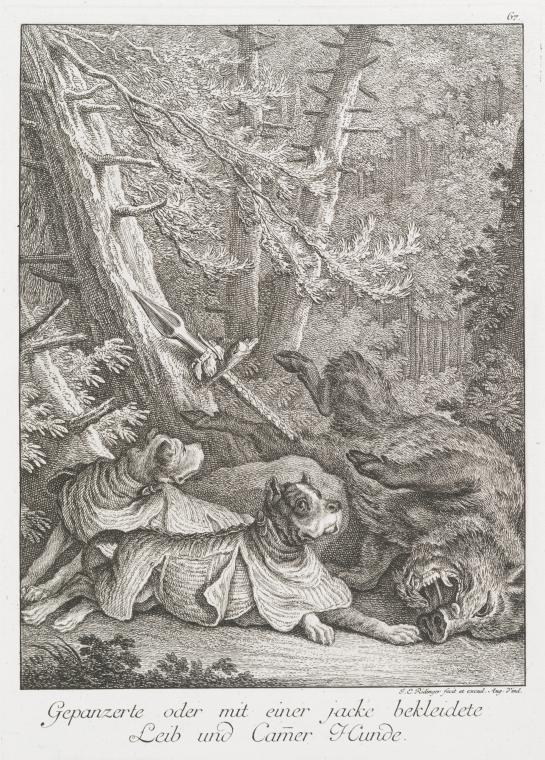
Zur Saujagd gejackte Doggen, 1740
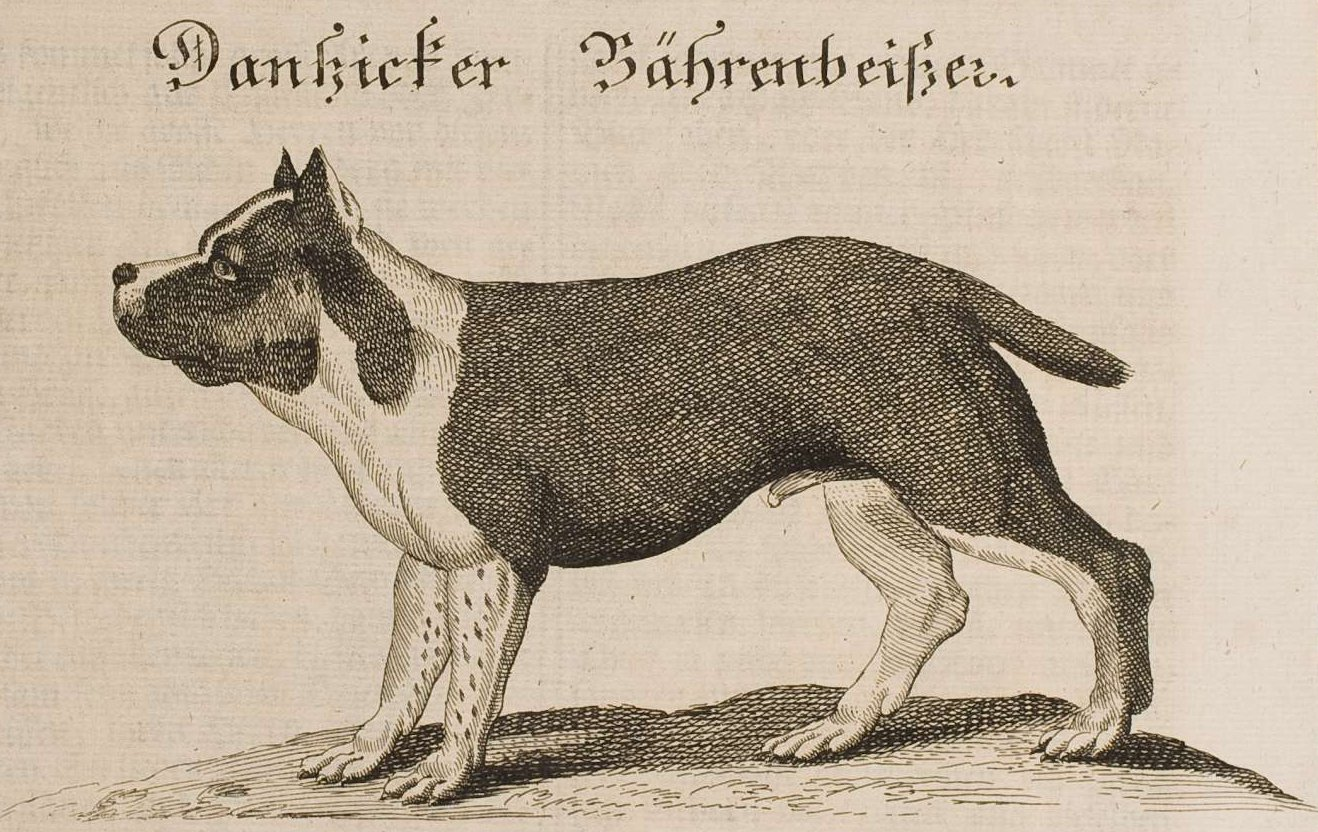
Danziger Bärenbeißer nach Flemming, 1729
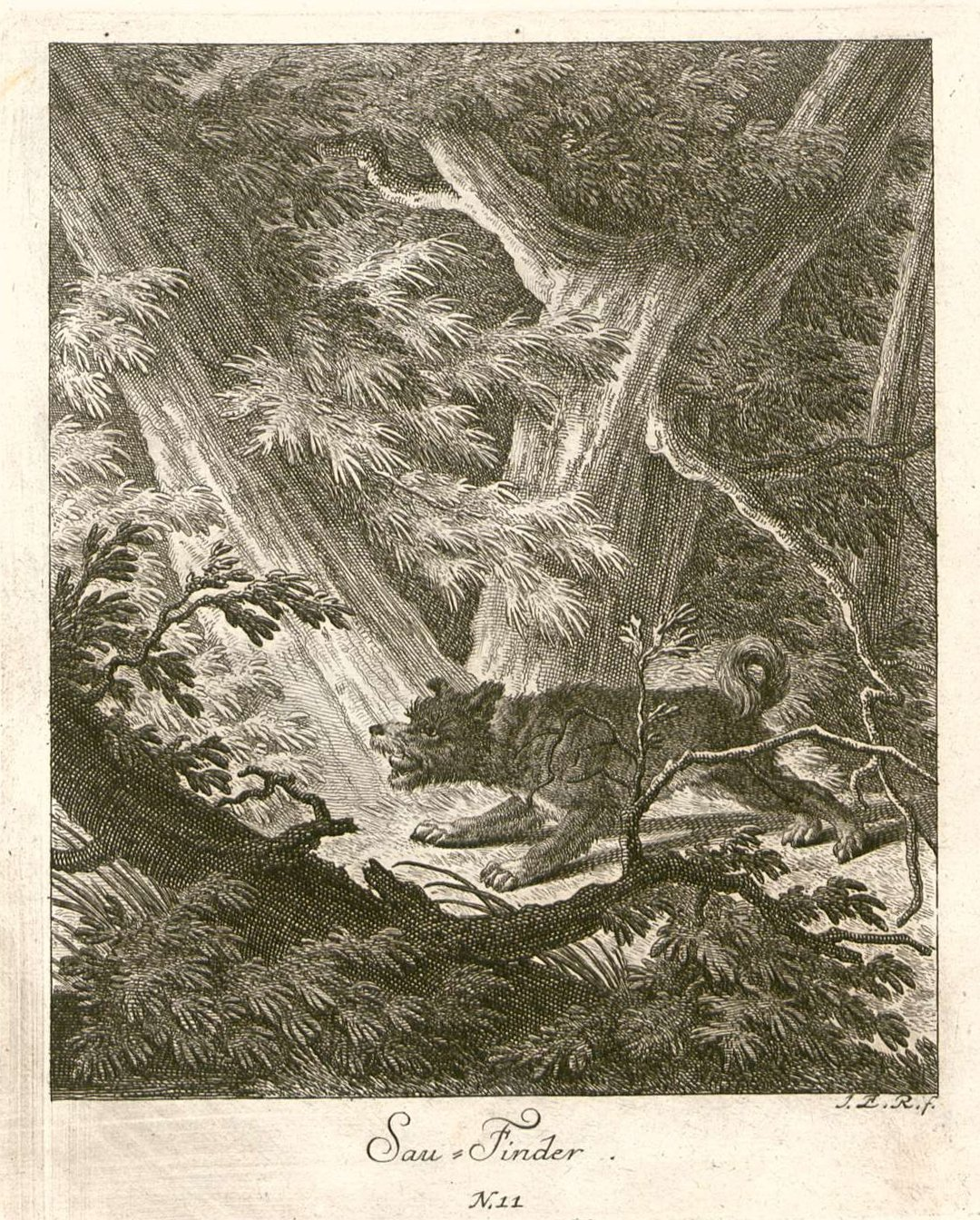
Saufinder nach Ridinger, 1738
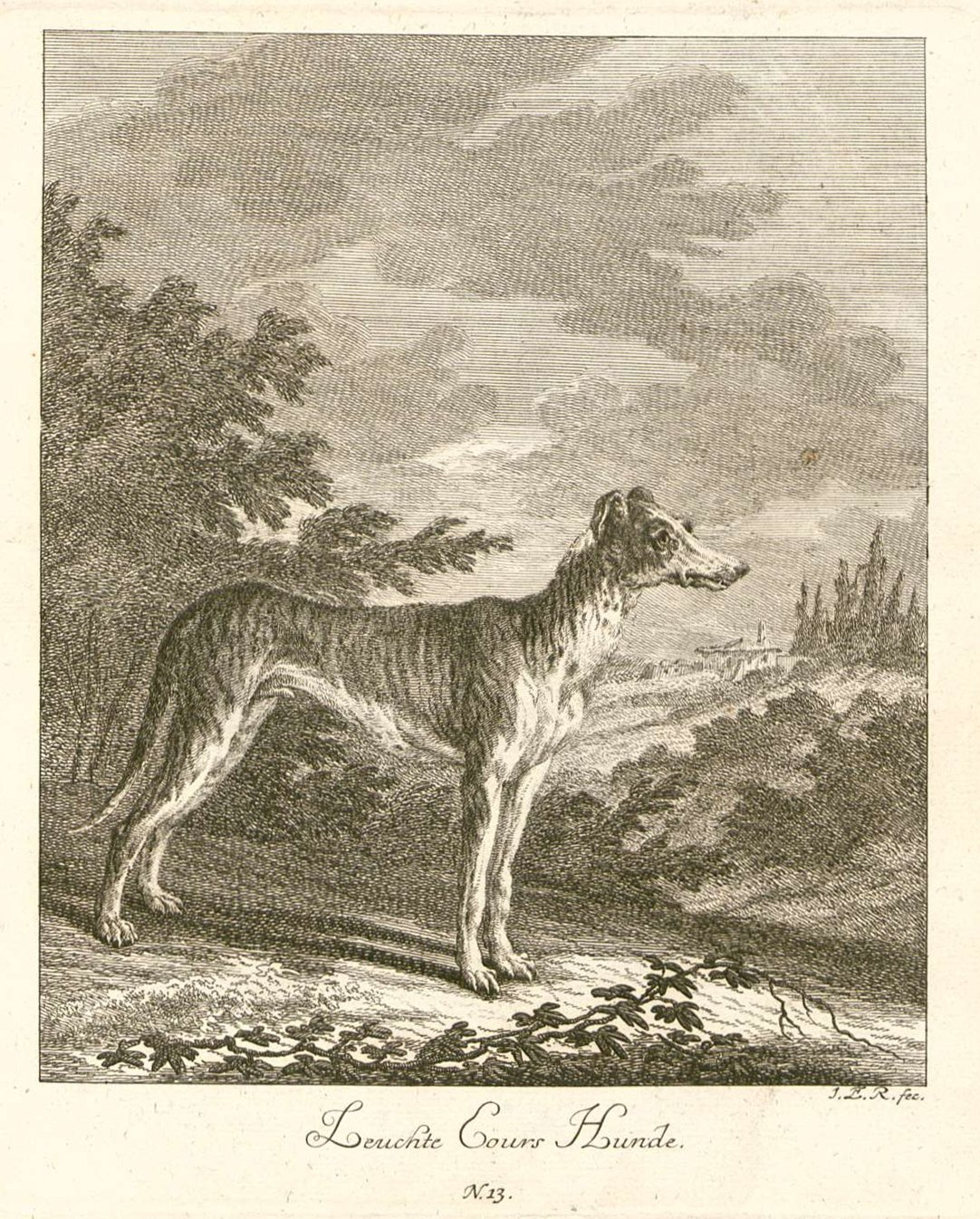
Courshund nach Ridinger, 1738
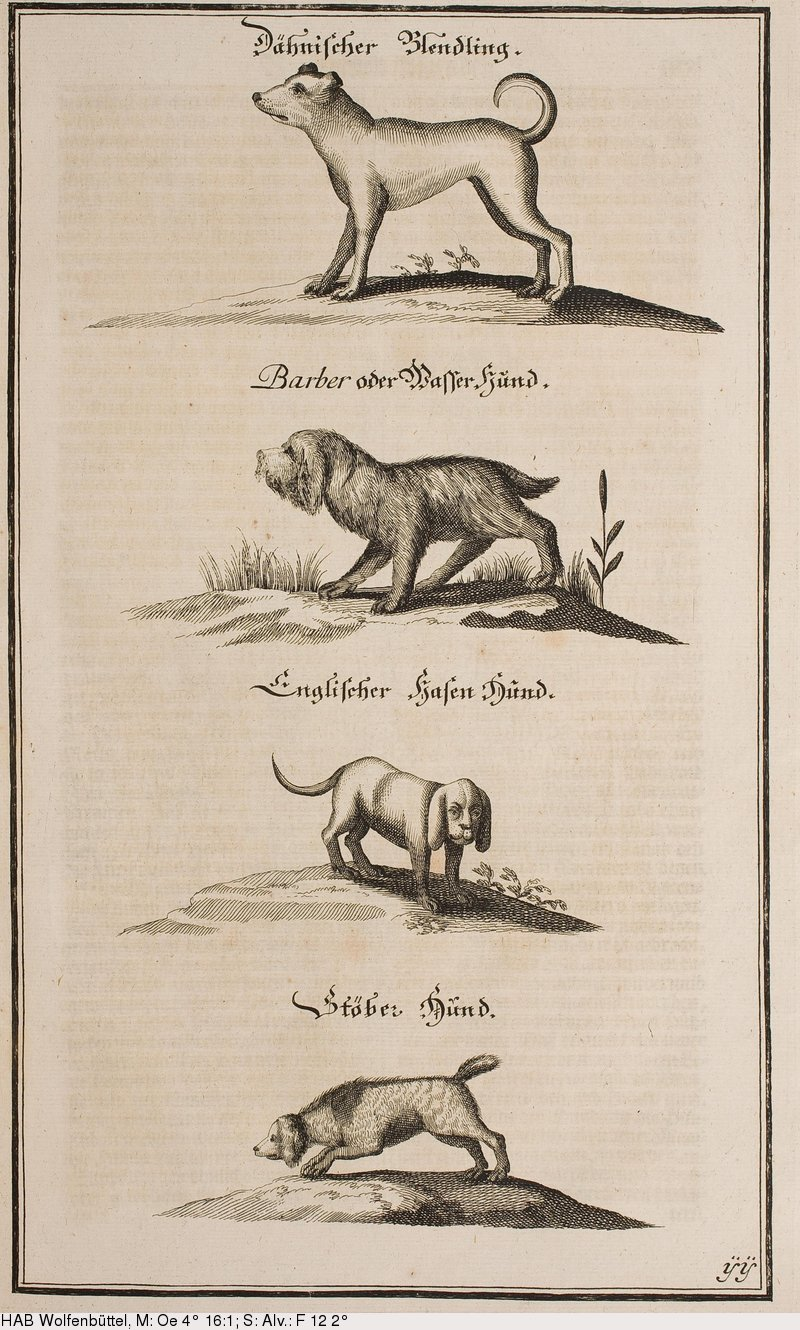
früher Dähnischer Blendling nach Flemming, 1719

## Nachwirkungen
Vornehmlich in Süddeutschland werden Menschen als „Sauhund“ bezeichnet, um eine Mischung zwischen Respektsbezeugung und Ablehnung der von der gemeinten Person gewählten Mittel auszudrücken.

## Heutige Hunderassen
Hunderassen, die auf Saupacker zurückgeführt werden, sind beispielsweise:
- Dogo Argentino
- Cursinu
- Broholmer
- Deutsche Dogge